# Ibadanprachtwever
De ibadanprachtwever (Malimbus ibadanensis) is een zangvogel uit de familie Ploceidae (wevers en verwanten). Het is een bedreigde, endemische vogelsoort in Nigeria.

## Naamgeving
De vogel werd op 18 december 1951 waargenomen bij de universiteit van Ibadan in de deelstaat Oyo in Nigeria en in 1958 door J.H. Elgood beschreven en genoemd naar de stad Ibadan.

## Kenmerken
De vogel is 20 cm lang. Het is een vrij grote zwart/rode wevervogel. Een volwassen mannetje heeft een scharlakenrode kop, nek, keel en borst. Verder is de vogel zwart, met een zwart masker dat reikt tot aan de rode keel. Het volwassen vrouwtje heeft minder rood in het verenkleed, alleen de kruin, nek en een dunne band over de borst zijn rood.

## Verspreiding en leefgebied
Deze soort is endemisch in het zuidwesten van Nigeria. Het leefgebied bestaat uit bosrestanten die minstens 0,2 km² groot zijn, of randen van grotere bossen maar ook wel agrarisch gebied en tuinen.

## Status
De ibadanprachtwever heeft een beperkt verspreidingsgebied en daardoor is de kans op uitsterven aanwezig. De grootte van de populatie werd in 2016 door BirdLife International geschat op  930 tot 2900 volwassen individuen en de populatie-aantallen nemen af door habitatverlies. Het leefgebied wordt aangetast door ontbossing waarbij bos wordt gekapt en omgezet in gebied voor zelfvoorzieningslandbouw en menselijke bewoning. Om deze redenen staat deze soort als bedreigd op de Rode Lijst van de IUCN.